# Reise nach Jerusalem – Kudüs'e seyahat
"Reise nach Jerusalem – Kudüs'e seyahat" av Sürpriz var Tysklands bidrag till Eurovision Song Contest 1999 och sjöngs på tyska, turkiska och engelska. Liveversionen innehöll också text på hebreiska. Namnet betyder "resa till Jerusalem" på båda språken och är även tyskans namn på leken Hela havet stormar. Låten skrevs av Ralph Siegel och Bernd Meinunger.
Låten startade som nummer 21 i tävlingen, efter Maltas grupp Times Three med "Believe 'n Peace" och före Bosnien och Hercegovinas Dino och Béatrice med "Putnici". Efter omröstningen hade låten fått 140 poäng och slutade därmed på tredje plats av de totalt 23 bidragen.
Detta var första gången som den turkisk-tyska minoriteten spelade en större roll för Tyskland i Eurovision Song Contest. Det var också första gången som Tysklands bidrag innehöll text på hebreiska och turkiska.

## Låtlista
1. Kudüs'e seyahat - 2:59
2. Journey To Jerusalem - Kudüs'e seyahat	- 2:59
3. Reise nach Jerusalem - Küdüs'e Seyahat - 2:59
4. Kudüs'e seyahat (Türkce Ethno Version)	- 2:59
5. Reise nach Jerusalem - Küdüs'e Seyahat - Journey To Jerusalem (Dance Version)- 5:37
6. Kudüs'e seyahat (Türkce Dance Version) - 5.37

### Fotnoter
1. ↑  ”Listplacering”. http://swedishcharts.com/showitem.asp?interpret=S%FCrpriz&titel=Reise+nach+Jerusalem+%2D+K%FCd%FCs%27e+Seyahat&cat=s. Läst 11 maj 2011.